# Jorge Silva (football, 1975)
Pour les articles homonymes, voir Jorge Silva et Silva.
Jorge Silva, de son nom complet Luís Jorge Pinto da Silva, est un footballeur portugais né le 14 décembre 1975 à Porto. Il évoluait au poste de milieu défensif.

## Biographie

### En club
Il évolue notamment dans le club du Boavista FC championne du Portugal pour la première fois de son histoire en 2001,,.
Durant la période faste du club, il dispute 24 matchs pour aucun but marqué dans les compétitions européennes. Il est notamment demi-finaliste de la Coupe UEFA 2003.
Au total, il dispute 127 matchs en première division portugaise pour 1 but marqué,.

### En équipe nationale
Il évolue dans les sélections jeunes du Portugal. Avec l'équipe du Portugal des moins de 20 ans, il dispute notamment la Coupe du monde des moins de 20 ans en 1995. L'équipe portugaise finit troisième de la compétition.
International portugais, il reçoit deux sélections en équipe du Portugal en 2002 toutes les deux en amical.
Le 7 septembre, il joue contre l'Angleterre (match nul 1-1 à Birmingham). Le 16 octobre, c'est contre la Suède qu'il dispute son dernier match (victoire 3-2 à Göteborg).

## Vie privée
Son fils Fábio Silva est aussi footballeur et évolue au FC Porto dès la saison 2019-2020.

## Palmarès
Avec l'União de Leiria :
- Vainqueur de la deuxième division portugaise en 1998

Avec le Boavista FC :
- Champion du Portugal en 2001

Avec le SC Beira-Mar :
- Vainqueur de la deuxième division portugaise en 2006